# Antoine Wroniecki
Antoine Wroniecki (en polonais Antoni Wroniecki ) est un militaire polonais, général pendant l'insurrection de novembre 1830, né à Poznań en 1790, et mort à Paris le 3 décembre 1838.

## Biographie
Antoine Wroniecki est le fils de Szymon Wroniecki (1754-1833) et Teresa, fille du secrétaire royal Wojciech Piotrowicz.
En 1806, il rejoint l'armée du duché de Varsovie. Il participe aux campagnes de 1807, 1809 et 1812. Il est capturé par les Russes près de Babrouïsk. Libéré après la fin de la guerre, il intègre l'armée du Royaume du Congrès avec le grade de capitaine, puis commandant du 5e régiment d'infanterie de ligne du Royaume du Congrès. Il est promu au grade de lieutenant-colonel. Après le déclenchement de l'insurrection de novembre 1830, il commande temporairement le 4e régiment de fusiliers à pied. Commandant de la 1re brigade de la 1re division d'infanterie du 28 février au 26 mars 1831, puis chef d'état-major de la 4e division d'infanterie. Le 12 mai 1831, il est promu au grade de général de brigade. Pendant la bataille de Varsovie (pl), du 5 au 8 septembre 1831, il commande un des secteurs de la défense polonaise de la ville.
Après la défaite polonaise, il fut parmi les officiers polonais les plus haut gradés à traverser la frontière vers la Prusse orientale où les forces polonaises restantes capitulèrent. Au nom du commandant en chef, il signe le 4 octobre 1831 une convention avec l'armée prussienne, précisant les conditions du séjour de l'armée polonaise en Prusse. À partir de 1832 il est en exil en France.
Il était membre de la loge franc-maçonne Halle der Beständigkeit.
Il est inhumé le 5 décembre au cimetière de Montmartre (division 13), à Paris, dans une fosse commune partagée par de nombreux membres notables de la Grande Émigration, notamment Joachim Lelewel.

## Distinction
Il est décoré de l'Ordre militaire de Virtuti Militari.